# Orcrist
Orcrist es el nombre de una espada ficticia que pertenece al legendarium del escritor británico J. R. R. Tolkien y que aparece en su novela El hobbit. Es una espada élfica de gran poder que encuentra Thorin Escudo de Roble, un enano de ascendencia real, en el antro de unos trolls.

## Etimología y otros nombres
En el idioma élfico sindarin, orcrist significa ‘corta trasgos’. La traducción al español de la novela emplea literalmente «la hiende trasgos» o «la hendedora de trasgos». Los trasgos, a su vez, la conocían como «Mordedora», y la odiaban con todas sus fuerzas.

## Historia ficticia
Orcrist fue forjada con un mango de colmillo por los noldor durante la Primera Edad del Sol, en los tiempos que la ciudad escondida de Gondolin estaba en flor. Era la espada del Señor de las Fuentes, Ecthelion, que acabó sus días luchando contra el balrog Gothmog a las puertas de la Torre del Rey en Gondolin, un combate en el que murieron ambos contrincantes. Orcrist se forjó junto a Glamdring, la espada de Turgon, rey de Gondolin. Los noldor no sólo forjaron una valiosa arma, sino que le dieron el poder de brillar con un pálido azul cuando los enemigos de los elfos se acercaran, la misma propiedad que tenían Glamdring y Dardo, la daga que usan los hobbits Bilbo, Frodo Bolsón y Samsagaz Gamyi como espada. 
Ya a finales de la Tercera Edad del Sol, los trolls Berto, Tom y Guille se hicieron de alguna manera con varios objetos provenientes de la caída de Gondolin, y entre ellos con Orcrist, Glamdring y Dardo. Tras la peripecia en la que los tres trolls se convierten en piedra, la compañía de Thorin se hace con su tesoro, reservándose Thorin a Orcrist para sí mismo. Orcrist fue finalmente depositada sobre el pecho de Thorin Escudo de Roble tras su muerte en la Batalla de los Cinco Ejércitos.